# Грошеря
Грошеря (рум. Groșerea) — село у повіті Горж в Румунії. Входить до складу комуни Аніноаса.
Село розташоване на відстані 209 км на захід від Бухареста, 38 км на південний схід від Тиргу-Жіу, 51 км на північний захід від Крайови.

## Населення
За даними перепису населення 2002 року у селі проживали 727 осіб, усі — румуни. Усі жителі села рідною мовою назвали румунську.